# 다카마쓰성 (오카야마현)

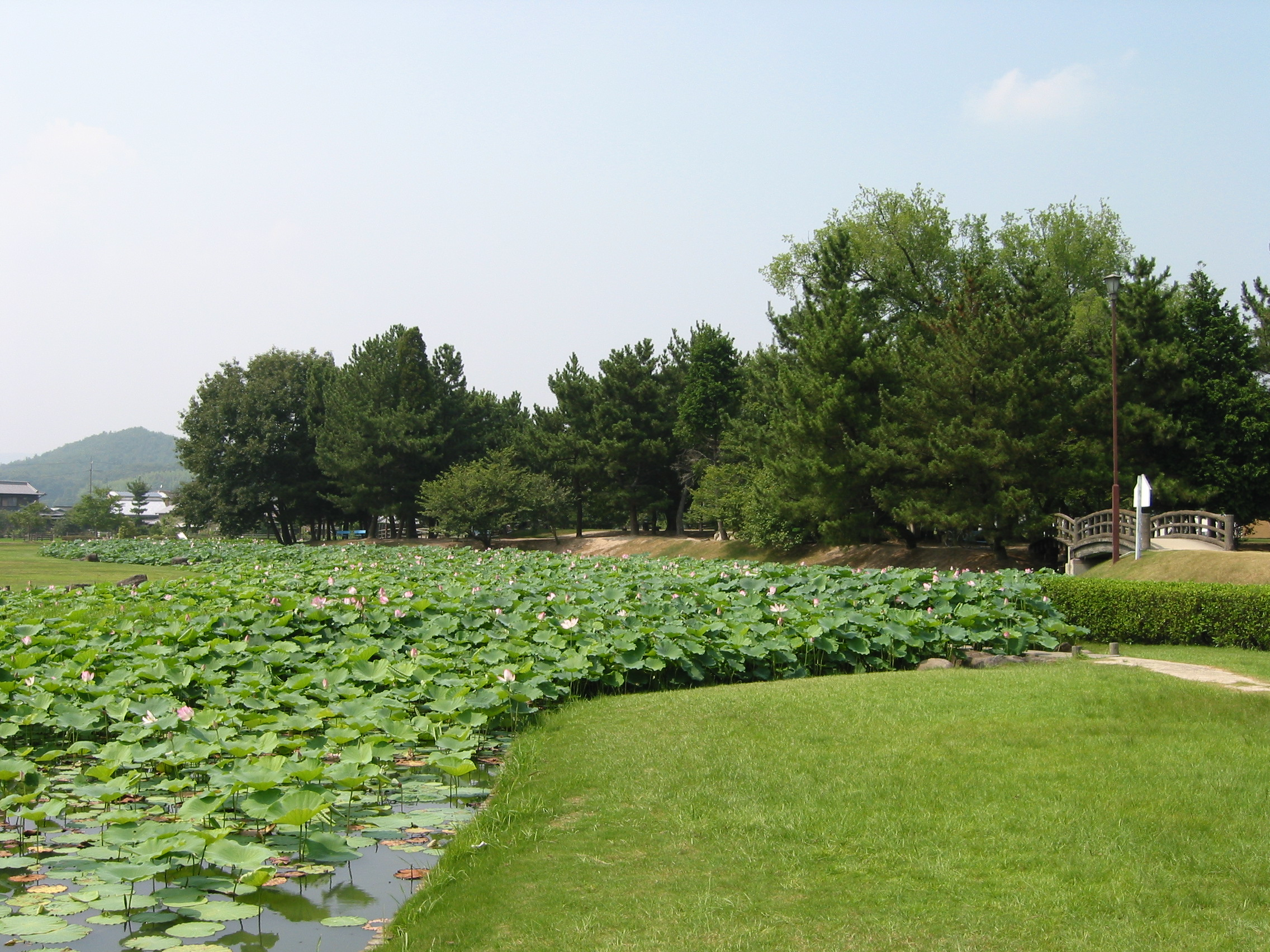
다카마쓰 성의 혼마루.

다카마쓰성(일본어: 高松城,たかまつじょう 다카마쓰조[*])은 오카야마현 오카야마시 다카마쓰에 있었던 성이다. 도요토미 히데요시의 다카마쓰 성 수공으로 널리 알려진 성이다.

## 개요
성의 형식은 제곽식 평성으로 석벽이 아닌 성루로 조성되었다. 성 주위의 습지는 천연의 해자로 삼고 있다.
축성시기는 명확치 않으나, 빗추 국 일대의 세력가 미무라 가문의 명으로 이시카와 가문이 성을 축조하였다. 1575년 일어난 빗추 병란과 함께 미무라 가문이 몰락한 후, 모리 가문의 가신 시미즈 무네하루가 성주로 부임하였다. 시미즈 무네하루는 이시카와 가문의 중신이었지만, 주가를 배반하고 모리 가문에 의탁하였다. 시미즈 무네하루가 성주로 된 경위는 불명확하며, 빗추 병란이 일어나기 이전부터 시미즈 무네하루가 성주였다는 설도 있다.
1582년 오다 노부나가의 가신 하시바 히데요시(후의 도요토미 히데요시)가 주고쿠 지방 공략을 명받아 빗추 지역으로 세력을 뻗힌다. 음력 4월 다카마쓰 성을 공격하지만, 주변 습지로 인해 쉽게 낙성하지 못한 채 교착상태에 빠졌다. 음력 5월 8일 히데요시의 군사 구로다 요시타카의 책략으로 성 주위에 제방을 쌓기 시작한다. 이는 저지대에 위치한 다카마쓰 성을 수몰시키기 위한 방책이었다. 11일후 제방은 완성되었고, 장마로 인해 성은 수몰되었다. 이를 다카마쓰 성 수공(高松城水攻め)이라고 한다.
하시바 히데요시는 주군 오다 노부나가를 여기에 맞이할 준비를 하였지만, 음력 6월 2일 일어난 혼노지의 변으로 계획은 무산되었다. 다음날 혼노지의 변을 일으킨 아케치 미쓰히데의 밀사가 하시바 히데요시 군에 추포되어 살해되었고, 하시바 히데요시는 오다 노부나가의 죽음을 알게 된다. 이후, 하시바 히데요시는 모리 가문의 외교승 안코쿠지 에케이 중개로 모리 가문과 화의를 맺었다. 화의의 조건이 된 성주 시마즈 무네하루의 활복은 음력 6월 4일에 행해졌으며, 성안 사람들의 목숨은 구명되었다. 이후, 하시바 히데요시는 역신 아케치 미쓰히데의 토벌을 위해 긴키로 군사를 돌린다. 이 강행군을 주고쿠 오가에시(中国の大返し)라고 부른다.
하시바 히데요시가 긴키로 돌아간 후 성은 우키타 나오이에의 가신 하나부사 마사나리가 성주로 부임하였다. 세키가하라 전투에서 하나부사 가문은 주가 우키타 가문을 이반해 도쿠가와 이에야스의 동군에 가담하였기 때문에 하타모토로서 가문의 명맥을 유지할 수 있었다. 몇 년 후 하나부사 가문은 빗추 아소로 거처를 옮겼고, 다카마쓰 성은 폐성되었다.
현재 하시바 히데요시가 축조했다는 제방의 일부만 남아있으며, 불행히도 성의 흔적은 남아있지 않다. 성터에는 다카마쓰 성주였던 시미즈 무네하루의 목무덤, 몸무덤과 그를 기리는 비석이 세워져 있다. 주변은 공원으로 조성되어 있으며, 성의 니노마루에는 자료관이 건립되어 있다. 제방은 다카마쓰 성 수공 사적공원으로 정비되었으며, 발굴조사에서 목책 등이 확인되었다. 성터와 제방은 국가 사적으로 지정되었다.

## 관광
교통
- JR 서일본 빗추 다카마쓰 역 하차, 도로로 20분소요.

주변 문화시설 및 관광명소
- 사이조이나리
- 빗추 고쿠분지
- 기비쓰 신사

## 같이 보기
- 도요토미 히데요시